# San Francesco di Paola (Nápoly)
A San Francesco di Paola Nápoly egyik jelentős temploma, bazilikája. A Piazza del Plebiscito meghatározó építménye.

## Története
A 19. század elején Joachim Murat nápolyi király (Napóleon császár sógora) egy hatalmas, kolonádokkal szegélyezett teret kezdett el építtetni a francia császár dicsőítésére. Miután Napóleon hatalmát megdöntötték, a Bourbonok visszakerültek a nápolyi trónra. IV. Ferdinánd folytatta az építkezést. A kolonád-sor 1816-ra készült el, viszont a központi csarnokot átalakíttatta a ma is látható templommá. A templomot Paolai Szent Ferencnek ajánlotta, aki a tér helyén egykor létező kolostorban élt a 16. században.

## Leírása
A templom mélyen behúzódik a kolonádok közé, a Pizzofalcone dombja alá. Murat eredeti elképzelése az volt, hogy a domb rozzant házainak sorát zárja el ezzel, mivel a tér szemközti oldalán álló királyi palotából közvetlen kilátás nyílt a város eme nyomornegyedére. A kolonádokat Leopoldo Laperuta, nápolyi építész tervei alapján építették meg. A dombról és a tér felől nézve a templomon a hatalmas, Pantheont utánzó kupola dominál (53 méter magas). A kupolás, henger alakú épület előtt hat oszlopos portikusz emelkedik, amelyet a kolonádtól egy-egy pillér választ el. A timpanonban nincs dombormű. Belsejében is igyekeztek a római Pantheont utánozni. Körben szobrok díszítik. Figyelemre méltó a főoltár, amely barokk stílusú, lapis lazulival és jáspisokkal van díszítve.